# Ealhswith
Ealhswith, född 852, död 5 december 905, var drottning av Wessex 871–899, gift med kung Alfred den store. Hon spelade ingen framträdande roll under sin makes regeringstid men tycks ha fått en bättre ställning under sin sons regeringstid.
Ealhswith kom att dyrkas som helgon med festdag 20 juli.

## Biografi
Ealhswith var dotter till Æthelred Mucil, Ealdorman av Gaini, och Eadburh. Hon härstammade på mödernet från Mercias kungahus.
Ealhswith gifte sig år 868 Gainsborough i Lincolnshire med Alfred den store. Äktenskapet arrangerades troligen som en allians mellan Wessex och Mercia mot vikingarna. Paret fick fem barn. Hennes make besteg tronen som kung 871. Ealhswith fick aldrig formellt titeln drottning, eftersom denna titel hade fallit ur bruk i kungadömet Wessex på grund av den ökända drottning Eadburh, och sedan dess kallades kungarnas hustrur officiellt endast conjux regis ("kungens hustru"). Ealhswith nämns endast diffust under makens regeringstid och tycks inte ha spelat någon politisk roll. Hon bevittnade inte ens något dokument, något som annars var en normal uppgift för en drottning vid denna tid.
Ealhswith blev änka när Alfred den store avled 899. Hon fick flera gods i sin makes testamente. Som den nya kungens mor bevittnade hon ett dokument med namnet "Ealhswið mater regis", och hennes namn kommer då efter sonens men före sin svärdotter.
Ealhswith grundade nunneklostret St. Mary's Abbey i Winchester i Hampshire, även känt som Nunnaminster, troligen som änka.